# Ole Bornedal
Ole Bornedal, född 26 maj 1959 i Nørresundby, är en dansk filmregissör, dramatiker, skådespelare och producent. Han har bland annat regisserat den uppmärksammade thrillern Nattvakten efter eget manus, liksom dramat Jag är Dina och TV-serien Charlot och Charlotte. 2014 stod han för regin till den påkostade historiska dramaserien 1864.

## Biografi

### Bakgrund, radio och TV
Ole Bornedal föddes 1959 i Nørresundby. Han växte upp i närliggande Aalborg med sin mor och äldre bror. Senare studerade han film- och medievetenskap på Köpenhamns universitet.
Han påbörjade därefter sitt arbete för Danmarks Radio under tidigt 1980-tal. Han blev snabbt ett namn inom radion och arbetade under perioden 1981–87 inom i stort sett alla sorters radioproduktioner. Bland annat förde han post-punk ut i etern via program och programinslag med Sort Sol, City-X och Martin Hal.

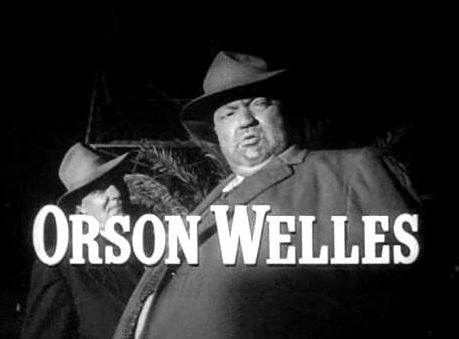
Ole Bornedal har ofta använt referenser från filmhistorien i sina produktioner. Orson i Charlot och Charlotte refererade till Orson Welles poliskommissarie i En djävulsk fälla.

Bornedal uppmärksammades tidigt inom radiomontage och drama. 1986 vann han Prix Italia med sitt montage Knuts kværn og væstet – en poetisk-futuristisk hyllning till farten och det gränsöverskridande. Han producerade även Moriendo, en lång monolog om en ung man – spelad av Bornedal själv – som via sin freestyle presenterar sin ensamhet och desperation inför domedagen.
Därefter kom Bornedal till TV:s nöjesavdelning, där han under en tid arbetade som manusförfattare för Hans Otto Bisgaard och dramatisk designer på program som Fluen, Under uret och Jarls talkshow. Parallellt började han skriva satirtexter för DR, vilket slutade med att han tog hand om posten som huvudredaktör och -författare på DR:s TV-satirproduktioner. Den uppmärksammande Den gode, den onde og den virk'li sjove var huvudsakligen Bornedals idé och produktion. I den skapade han en rad oförglömliga rollfigurer som "de fullständigt ovanligt vanliga danskarna" och "den galne mannen", vilka varje lördag utifrån ett reaktionärt perspektiv höjde sin röst mot "allt hemskt jävelskap".

### Första filmerna
Men Bornedal använde sig av arbetet på TV som en språngbräda in i filmvärlden, hans egentliga kreativa mål.
1992–93 gjorde han dramatisk debut på tre plan. Nikolaj Cederholm bad honom att skriva och regissera en föreställning för den nya teatern Dantes Aveny. Den fick namnet "Den dag lykken…", en historia om fanatism och förlorat hopp, inspirerad av Blekingebanden. Dessutom bad DR:s dramachef Sigvard Bennedtzen honom att skapa en kortfilm i samarbete med elever på Teaterskolen, vilken fick titeln I en del af verden. Slutligen regisserade han den ambitiösa skräckfilmen "Masturbator", en blodig och grotesk film med Niels Anders Thorn i huvudrollen som en störd enstöring som inte kan se skillnad mellan fantasi och verklighet. Filmen vållade stor uppmärksamhet och presenterade omgående Bornedal som en stor visuell talang.

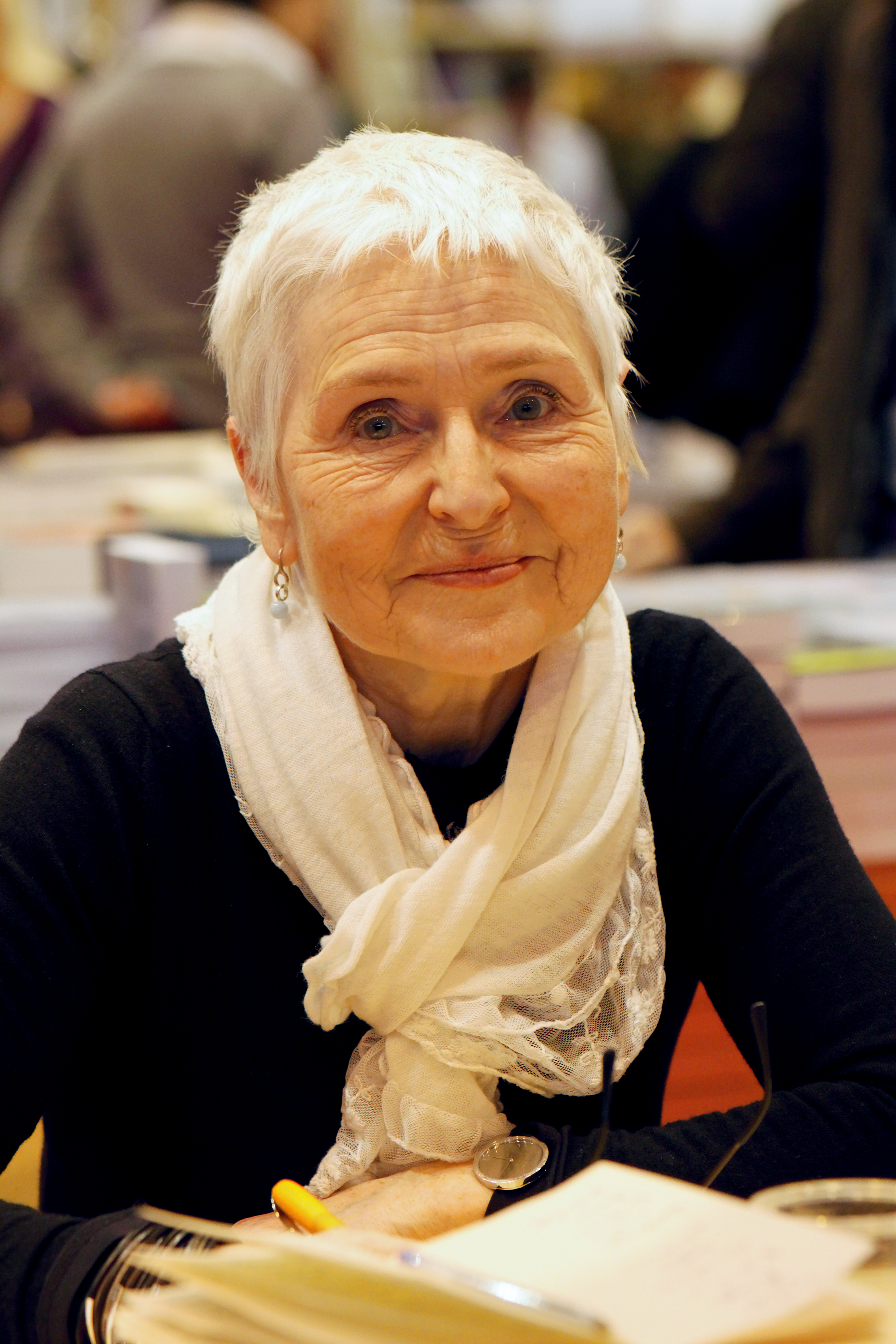
Herbjørg Wassmos Dinas bok blev film i regi av Ole Bornedal.

Detta rivstartade Bornedals filmkarriär. Två år senare blev hans första långfilmsmanus till Nattvakten, en spektakulär rysare om en juridikstudent som arbetar på en rättsmedicinsk avdelning och blir misstänkt för en rad mord på prostituerade. 1997 regisserade han även den engelskspråkiga nyinspelningen av historien, med Ewan McGregor, Nick Nolte och Patricia Arquette i huvudrollerna.

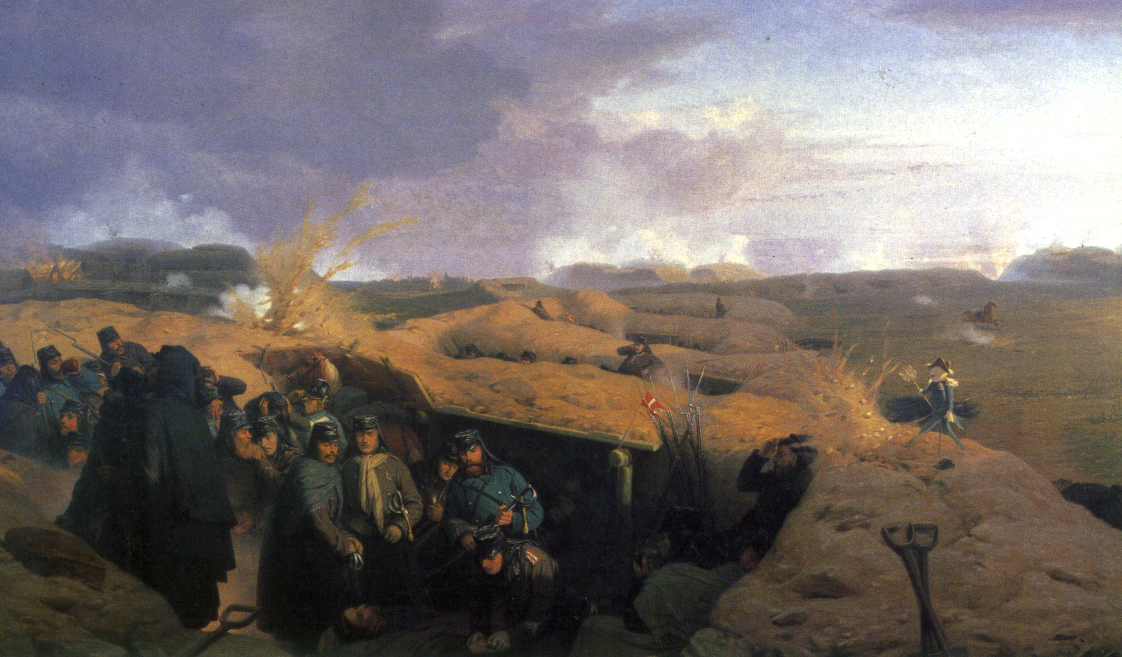
Den mycket påkostade dramaserien 1864 handlar om dansk-tyska kriget.

### Senare produktioner
Efter Nattvakten har Bornedal flera gånger återvänt till TV-mediet. 1996 kom den roadmovie-inspirerade Charlot och Charlotte och tre år senare rysaren Djupt vatten. Hans senaste arbete för DR är 2014 års mycket påkostade TV-serie 1864, ett historiskt drama om dansk-tyska kriget.
2002 uppmärksammades Bornedal för filmdramat Jag är Dina, en stort upplagd produktion med skådespelare som Maria Bonnevie, Gérard Depardieu och Mads Mikkelsen. 2007 års ungdomsrysare Min fröken är en utomjording fick ett antal internationella filmpriser, och därefter kom rysaren Kärlek på film och dramat Fräls oss ifrån ondo.
2001–04 var Ole Bornedal teaterdirektör på Aveny-T (tidigare Aveny Teatret)  tillsammans med Jon Stephenson. Under de åren skrev han manus till föreställningar som Skrigerne och Lik som män. Han har även tidigare (utsedd 1993) varit chef för DR:s avdelning för TV-teater, vilken han relanserade som DR-Drama.

## Familj
Ole Bornedal var i tolv års tid gift med TV-manusförfattaren Vicky Leander, som han fick tre barn med. Ett barn föddes också under hans tioåriga äktenskap (2002–12) med producenten Hanne Handberg. 2012 gifte han sig med skådespelerskan Helle Fagralid.

## Filmografi (urval)
(regissör om inget annat nämns)
| År      | Titel                                                 | Produktion                           | Utmärkelser (urval) |
| ------- | ----------------------------------------------------- | ------------------------------------ | --- |
| 1985    | Kajplads 114                                          | Manus för TV-serie                   | |
| 1990    | Dr. Dip                                               | Manus för TV-serie (5 avsnitt)       | |
| 1990–91 | Den gode, den onde og den virk'li sjove               | Manus för TV-serie (31 avsnitt)      | |
| 1993    | I en del af verden                                    | TV-film                              | |
| 1993    | Masturbator                                           | TV-film                              | |
| 1994    | Nattevagten (svenska: Nattvakten)                     | Film                                 | "Robert" (Danmark, 1995) som Årets film, "Årets film" på Fantafestival (Rom, Italien, 1995)                                                           |
| 1995    | Sprængt nakke                                         | Kortfilm för TV                      | |
| 1996    | Charlot og Charlotte (svenska: Charlot och Charlotte) | TV-serie, dansk/svensk samproduktion | "Special Prix Italia" (1996) i kategorin Fiction/Drama för                                                                                            |
| 1997    | Nightwatch                                            | Amerikansk nyinspelning              | Bästa regissör vid Fancine (Málaga, Spanien, 1997) |
| 1999    | Dybt vand (svenska: Djupt vatten)                     | TV-film                              | Bästa TV-film vid Cologne Conference (Köln, Tyskland, 1999), "FIPA d'or" vid Festival International de Programmes Audiovisuels i Biarritz (Frankrike) |
| 2002    | Jeg er Dina (svenska: Jag är Dina)                    | Dansk/svensk/norsk samproduktion     | FIPRESCI-priset vid Lecces europeiska filmfestival (Italien, 2003), Publikpriset vid Festival des Films du Monde (Montréal, Kanada)                   |
| 2007    | Vikaren (svenska: Min fröken är en utomjording        | Film                                 | Barnjuryns 1:a pris vid Uleåborgs internationella barnfilmsfestival (Finland, 2007), "L'ècran Fantastique" vid FanTasia (Montréal, Kanada, 2008)      |
| 2007    | Kærlighed på film (svenska: Kärlek på film)           |                                      | |
| 2009    | Fri os fra det onde (svenska: Fräls oss ifrån ondo)   | Dansk/svensk samproduktion           | |
| 2012    | The Possession                                        | Amerikansk film                      | |
| 2014    | 1864                                                  | TV-serie                             | |